# Тревињано Романо
Тревињано Романо (итал. Trevignano Romano) је насеље у Италији у округу Рим, региону Лацио.
Према процени из 2011. у насељу је живело 3515 становника. Насеље се налази на надморској висини од 174 м.

## Становништво
Према резултатима пописа становништва 2011. у општини је живело 5.274 становника.
| 1931. | 1936. | 1951. | 1961. | 1971. | 1981. | 1991. | 2001. | 2011. |
| ----- | ----- | ----- | ----- | ----- | ----- | ----- | ----- | ----- |
| 1.461 | 1.600 | 1.819 | 2.021 | 2.381 | 2.717 | 3.443 | 4.583 | 5.274 |